# Umbalkees
Das Umbalkees ist ein Gletscher in der Venedigergruppe der Hohen Tauern in Osttirol.

## Lage

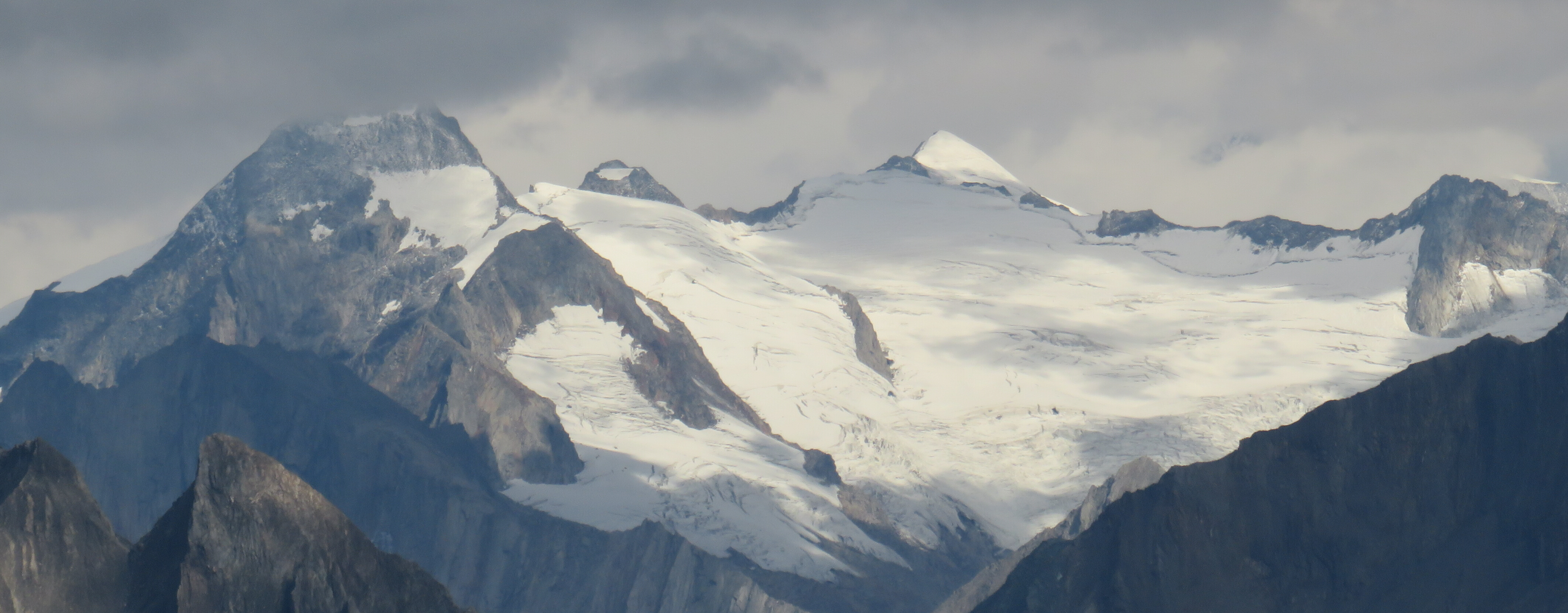
Dreiherrnspitze, Umbalköpfl, Westliche Simonyspitze und Hintere Gubachspitze (von links nach rechts), Althauskees (links) und Umbalkees (mittig-rechts)

Das Umbalkees erstreckt sich unterhalb von Dreiherrnspitze (3499 m ü. A.), Hinterer Gubachspitze (3387 m ü. A.) und Vorderer Gubachspitze (3316 m ü. A.) in einer Höhe von rund 3425 bis 2400 m. Der Talgletscher fließt vom Alpenhauptkamm rund 5 km ins Umbaltal und speist die Isel. Im Osten schließt das Simonykees an, nördlich des Grats auf Salzburger Seite liegt das Krimmler Kees. Das Umbalkees liegt zur Gänze im Nationalpark Hohe Tauern.

## Daten
Der Gletscher wies im Jahr 1998 eine Fläche von 4,52 km² auf. Die Neigung ist relativ gering und beträgt im Mittel 19,8°. Nur knapp oberhalb des Übergangsbereichs vom Nähr- zum Zehrgebiet sowie im Randbereich des Althauskees (dem nördlichen Teil des Umbalkees) finden sich kleinere Steilstufen. Die größte Eisdicke wurde mit 120 m in 2550 m Seehöhe unterhalb der Gubachspitzen gemessen. Die Zunge war zwischen 40 und 100 m dick, im Großteil des Firngebiets ist die Eisdicke eher gering.

## Rückgang
Wie die meisten Gletscher in den Alpen ist das Umbalkees seit der Mitte des 19. Jahrhunderts von der Gletscherschmelze betroffen. Anfang der 1870er Jahre reichte das Umbalkees noch bis auf eine Seehöhe von rund 2300 m hinab. Allein in den Jahren 1989/90 bis 2010/11 zog sich der Gletscher um weitere 543 m zurück. Das Umbalkees ist damit der Osttiroler Gletscher, der am stärksten zurückgegangen ist. Bedingt ist das insbesondere durch die Ausrichtung nach Süden bzw. Südwesten, wodurch der Gletscher den ganzen Tag über stark von der Sonne beschienen wird.

## Unglücksfälle
Eine Junkers Ju 52 der deutschen Wehrmacht musste am 4. Jänner 1941 in einer Höhe von 3200 m auf dem Gletscher notlanden. Zehn von elf Mann der Besatzung überlebten die Landung und stiegen in mehreren Tagen mühevoll ins Tal nach Prägraten ab. Ein in Kärnten stationierter Rettungstrupp der deutschen Luftwaffe barg in Eile sechs Kisten der Ladung, ohne sich um die Besatzung zu kümmern, was zu Spekulationen über eine geheime Mission führte. 2001 wurde im Eis in 2650 m Höhe das Flugzeugwrack entdeckt, das seit 2003 nach und nach geborgen wurde.
Am 1. April 2004 verunglückte der österreichische Bauingenieur und Hochschullehrer Gerhard Pichler anlässlich einer Gletschervermessung auf dem Umbalkees, als er in eine von einer Schneeverwehung verdeckte Gletscherspalte stürzte und nur noch tot geborgen werden konnte.